# Плошко Вадим Васильович
Плошко Вадим Васильович (16 березня 1933, с. Гречанівка, Снігурівський район, Миколаївська область — 28 березня 2015, с. Ольшана, Ічнянський район, Чернігівська область) — письменник, геолог, краєзнавець.

## Життєпис

### Дитинство
У 1934 році родина Плошків переїздить до Чернігівщини. Довоєнне дитинство пройшло в селі Городні Іваницького району Чернігівської області. Напередодні війни померла мама Тетяна Іванівна.

### Освіта
З медаллю закінчив 10 класів Ольшанської школи в 1950 році. Освіту геолога здобув на геологічному факультеті Київського університету ім. Т. Г. Шевченка в 1950—1955 роках. Навчався в групі геохіміків разом зі старшим братом Вітольдом.

### Робота
Працював за фахом в Казахстані на геологічних зйомках в різних районах Мугоджар старшим геологом — начальником партій. У 1960 році — на Уралі на зйомці Ільменського мінералогічного заповідника. З 1961 року — в системі тресту «Чернігівнафтогазгеологія» на посадах керівника наукових тем і дослідних лабораторій. З 1966 року до виходу на пенсію працював начальником геолого-тематичної партії, головним геологом Прилуцького Управління бурових робіт системи об'єднання «Укрнафта». Певний час був головним геологом цього Управління.

### Наукові роботи
У 1973 році без відриву від виробництва захистив дисертацію на звання кандидата геолого-мінералогічних наук, має 30 наукових публікацій в геологічних журналах. Його наукові розробки і практичні рекомендації впроваджувалися в Прилуцькому нафтогазопромисловому районі. Цінність розробок В. Плошка підтверджено відкриттям нових нафтових та газоконденсатних покладів на Леляківському й Гнідинцівському родовищах та нових родовищ газу на Озерянській і Білоусівській площах, а також нового нафтового родовища на Західно-Софіївській площі.

### Вихід на пенсію
Після виходу на пенсію в 1994 році плідно працює на ниві краєзнавства. Історичні нариси публікує в газетах «Трудова Слава», «Скарбниця», у журналі «Дніпро».
Свій серйозний дослідницький доробок на історико-краєзнавчій ниві В. Плошко узагальнив у книзі «Ольшана. Історичні нариси», яку видав у 2006 році. Зібравши багатий фактичний матеріал з історії, етнографії, побуту, персоналій с. Ольшани і суміжних територій, узагальнив його в «Ольшанському енциклопедичному довіднику».
2006 року завершив упорядкування родинних архівів, упорядкував книгу «З історії Посульсько-Удайського краю» під авторством батька Василя Євдокимовича і брата Вітольда Васильовича, вже після їхньої смерті.
Особлива сторінка творчості — дослідження родоводу, чим він серйозно займався впродовж кількох років разом із братом. Супроводжував брата і батька у поїздках селами району для збору матеріалів про гілки й відгалуження родового дерева Плошків і Сакунів (по батьковій лінії), а також роду Остапенків і Братченків (по матері). Вадим Васильович виконав пейзажні, портретні і видові фотографії, що ілюструють текст родоводу в різних його частинах.
Першу книгу родоводу під авторством брата видав 2007 року. Книга «Мій родовід» має науково-історичне значення, адже відомості про цю українську родину сягають кінця сімнадцятого століття, а саме дослідження є унікальним в Україні.[джерело?]
Готував до друку книги «Краю, мій краю…», в якій систематизував багатий історичний матеріал про села колишньої Ольшанської волості. Працював над рукописами «Бувальщина» (біографічні зібрання мемуарного жанру про своє життя), а також готував другий том книги «Мій родовід».

### Смерть
Помер Плошко Вадим Васильович у віці 82 років у с. Ольшана, де і похоронений.

## Родовід, сім'я
- Батько, Плошко Василь Євдокимович;
- Брат, Плошко Вітольд Васильович;
- Син Василь, підполковник, працював на космодромі Плесецьк;
- Доньки Наталія і Вікторія;
- Племінниця, Тетяна Вітольдівна, живе в Москві.

## Твори
- Плошко, В. В. Мій родовід: Історичне дослідження. Ніжин: ТОВ Видавництво «Аспект-Поліграф», 2007. — 244 с. — ISBN 978-966-340-238-3
- Плошко Вадим Васильович. Ольшана. Історичні нариси / [Самвидав], Ольшана, 2005 / Ніжин: ТОВ Видавництво «Аспект-Поліграф», 2006[недоступне посилання]. — 188 с. — ISBN 966-340-189-3